# Kicki Berg
Kicki Berg, egentligen Anna Margareta Theresia Ihrfelt, född Berg 6 maj 1976 på Lidingö, Stockholm, är en svensk TV–programledare.
Berg har bland annat jobbat på nordiska MTV och har som programledare där blivit en av de mest kända svenska profilerna på kanalen under nio år på 1990–2000–talen. Hon är sedan 2008 anställd hos Kanal 5, där hon har lett dansserien So You Think You Can Dance: Scandinavia. En kortare tid 2007 var hon även verksam som moderedaktör på modetidningen Modette och hon har också varit konferencier för tidningen Elles gala.